# Ariadna Lyssak
Pour les articles homonymes, voir Lyssak (homonymie).
Ariadna Anatolievna Lyssak (Ариадна Анатольевна Лысак), née le 20 avril 1920 à Vitebsk et morte le 12 janvier 2003, est une actrice de théâtre et de cinéma soviétique.

## Biographie
Ariadna Lyssak poursuit ses études à l'Institut d'art dramatique Boris Chtchoukine de Moscou en 1938-1942 dont elle sort diplômée.
Elle fait partie de la troupe du théâtre Vakhtangov de 1938 à 1949 et du théâtre Gorki de Sarov de 1949 à 1973, dont le metteur en scène principal est invité en 1949 de Moscou (théâtre Maly), Vladimir Berns. Il fait venir le metteur en scène Iouri Orynianski et les artistes L. A. Berné, A. S. Orynianskaïa, V. V. Lyssykh, A. A. Lyssak et V. I. Goriounov.
En 1944, Ariadna Lyssak tourne dans le film Six heures du soir après la guerre dans le rôle de Fénia, la meilleure amie de l'héroïne du film Varia Pankova (Marina Ladynina). Elle tourne aussi des rôles épisodiques dans La Grande Vie (1939), La Grande Vie. 2e série (1946) et dans L'Institutrice de village (1947).
À la fin des années 1970, elle déménage chez son frère dans les environs de Moscou dans le village de Seliatino. Elle meurt le 12 janvier 2003. Elle est enterrée à Moscou au cimetière de Vostriakovo.